# Рябчевский, Михаил Фёдорович
Михаил Фёдорович Рябчевский (1912—1979) — полковник Советской Армии, участник Великой Отечественной войны, Герой Советского Союза (1943).

## Биография
Михаил Рябчевский родился 3 января 1912 года в деревне Белешино (ныне — Климовичский район Могилёвской области Белоруссии). В 1932 году он окончил медтехникум. В 1933 году Рябчевский был призван на службу в Рабоче-крестьянскую Красную Армию. В 1938 году он окончил Сталинградскую военную авиационную школу лётчиков. Участвовал в боях советско-финской войны. С начала Великой Отечественной войны — на её фронтах.
К октябрю 1943 года майор Михаил Рябчевский был штурманом 807-го штурмового авиаполка 206-й штурмовой авиадивизии 8-й воздушной армии Южного фронта. К тому времени он совершил 104 боевых вылета на штурмовку скоплений боевой техники и живой силы противника, его важных объектов, нанеся ему большие потери.
Указом Президиума Верховного Совета СССР от 1 ноября 1943 года за «образцовое выполнение боевых заданий командования на фронте борьбы с немецкими захватчиками и проявленные при этом мужество и героизм» майор Михаил Рябчевский был удостоен высокого звания Героя Советского Союза с вручением ордена Ленина и медали «Золотая Звезда» за номером 1277.
После окончания войны Рябчевский продолжил службу в Советской Армии. В 1956 году в звании полковника он был уволен в запас. Проживал в Могилёве. Умер 31 марта 1979 года.
Был также награждён тремя орденами Красного Знамени, орденами Суворова 3-й степени и Александра Невского, тремя орденами Красной Звезды, рядом медалей.